# Csomád, Pesta
Csomád  este un sat în districtul Dunakesz, județul Pesta, Ungaria, având o populație de 1.456 de locuitori (2011). 

## Demografie
Componența etnică a satului Csomád
     Maghiari (83,06%)
     Slovaci (14,27%)
     Necunoscut (1,22%)
     Alții (1,45%)
Componența confesională a satului Csomád
     Luterani (28,09%)
     Romano-catolici (23,49%)
     Fără religie (16,21%)
     Reformați (6,8%)
     Atei (2,34%)
     Necunoscută (22,46%)
     Greco-catolici (0,62%)
     Alte religii (2,88%)
Conform recensământului din 2011, satul Csomád avea 1.456 de locuitori. Din punct de vedere etnic, majoritatea locuitorilor (83,06%) erau maghiari, cu o minoritate de slovaci (14,27%). Apartenența etnică nu este cunoscută în cazul a 1,22% din locuitori. Nu există o religie majoritară, locuitorii fiind luterani (28,09%), romano-catolici (23,49%), persoane fără religie (16,21%), reformați (6,8%) și atei (2,34%). Pentru 22,46% din locuitori nu este cunoscută apartenența confesională.